# 10880 Kaguya
10880 Kaguya este un asteroid din centura principală, descoperit pe 6 noiembrie 1996, de Naoto Satō.